# Jean Bernard (Mediziner)
Jean Bernard (* 26. Mai 1907 in Paris; † 17. April 2006 ebenda) war ein französischer Hämatologe und Onkologe.

## Leben
Bernard wurde in Paris in eine Familie von Ingenieuren geboren. Den Ersten Weltkrieg verbrachte er in der Bretagne, wo er die kommunale Schule besuchte. Nach Paris zurückgekehrt absolvierte er das Lycée Louis-le-Grand und begann anschließend sein Studium an der Pariser Fakultät der Wissenschaften (Faculté de sciences), der Medizin-Fakultät (Faculté de Médecine) und schließlich am Institut Pasteur. Er war durch den führenden französischen Hämatologen seiner Zeit, Paul Chevallier, und den Kinderarzt Robert Debré beeinflusst. Während der deutschen Besatzung war er in der Widerstandsbewegung le maquis aktiv. 1943 wurde er deshalb für neun Monate im deutschen Gefängnis in Fresnes inhaftiert und verfasste im Gefängnis Gedichte, die später unter dem Titel „Survivance“ veröffentlicht wurden. Als überaus produktiver Autor veröffentlichte er zudem zahlreiche Fachbücher und Einzeldarstellungen über Hämatologie. 1972 wurde Bernard in die Académie des sciences gewählt, drei Jahre später erhielt er einen Sitz in der Académie française.
1983 erhielt er den InBev-Baillet Latour Health Prize.

## Werk
1947 erzielte Bernard zusammen mit Marcel Bessis die erste Remission bei einem Kind, das an Leukämie erkrankt war. Drei Jahre später beschrieb er erstmals beim Menschen eine durch Chemikalien hervorgerufene Leukämie bei Fabrikarbeitern, die mit Benzol in Berührung kamen. 1956 wurde er Professor für Onkologie und ein Jahr später Chefarzt am Hôpital Saint-Louis in Paris. 1961 wurde er Professor für Hämatologie und übernahm die Direktion des „Instituts zur Erforschung der Leukämie und der Erkrankungen des Blutes“ an seinem Krankenhaus. Nach ihm sind das Bernard-Syndrom, eine familiär auftretende durch Blutzerfall entstehende und mit Gelbsucht einhergehende Blutarmut (hämolytische Anämie), und das Bernard-Soulier-Syndrom, eine angeborene Störung der Blutplättchen (Thrombozyten), das mit gesteigerter Blutungsneigung einhergeht, benannt.